# Love Insurance
Love Insurance é um filme mudo estadunidense de 1919, do gênero comédia, dirigido por Donald Crisp, com roteiro de Marion Fairfax baseado no romance Love Insurance, de Earl Derr Biggers.
O romance de Biggers teria outras adaptações: em 1924, como The Reckless Age, e em 1940, como One Night in the Tropics.
Love Insurance é atualmente considerado perdido.